# Macrobiotus shennongensis
Macrobiotus shennongensis är en djurart som tillhör fylumet trögkrypare, och som beskrevs av Yang 1999. Macrobiotus shennongensis ingår i släktet Macrobiotus och familjen Macrobiotidae. Inga underarter finns listade i Catalogue of Life.